# ۱۲۸۹ (خورشیدی)
۱۲۸۹ هزار و دویست و هشتاد و نهمین سال هجری خورشیدی است.

## رویدادها
- ۱۵ مرداد - واقعه پارک اتابک.
- ۲ اسفند - گاه‌شماری هجری شمسی بُرجی در دوره دوم مجلس شورای ملی ایران در ۲ اسفند (حوت) ۱۲۸۹ خورشیدی (مطابق ۲۱ صفر ۱۳۲۹ قمری)، به عنوان مقیاس رسمی زمان محاسبات مالی کشور پذیرفته شد.

## زادگان
- ۲۶ خرداد - محمدتقی بهلول گنابادی‌‌، مشهور به شیخ بهلول یا علامه بهلول از عارفان فیلسوف و‌ شاعران فقهای معاصر ایران
- ۱ مرداد - عبدالله دهش، یا شیخ عبدالله دهش کرمانی شاعر و نویسنده و عارف کرمانی معاصر
- ۱۲ مرداد - ارتشبد نعمت‌الله نصیری، سومین رئیس ساواک
- ۲۵ بهمن - موشق سروری، کارگردان، طراح صحنه، تهیه‌کننده و نویسنده ایرانی ارمنی‌تبار
- ۱۳ اسفند - آیت‌الله طالقانی، روحانی شیعه، سیاستمدار و نخستین امام جمعه تهران بعد از انقلاب ۵۷
- غلامحسین مصاحب، ریاضی‌دان و دانشنامه‌نویس ایرانی (ملقب به پدر ریاضیات جدید ایران)
- حسین همدانیان، نیکوکار و صنعتگر اصفهانی